# ペティ・スカルツォ
ペティ・スカルツォ（Petey Scalzo、1917年8月1日 - 1993年6月15日）は、1930年代から1940年代のアメリカ合衆国のプロボクサー。元世界フェザー級チャンピオン。

## 略歴
ニューヨーク生まれのイタリア系。1936年のデビュー以来38連勝を達成。1940年5月1日、NBAから世界フェザー級チャンピオンと認められる。
1940年7月10日にボブ・ポイゾン、1941年5月19日にフィル・ズウィックと、計2度の防衛に成功したが、1941年7月1日、リッチー・レモスに5回KOされて王座を降りた。

## 通算戦績
111戦90勝（46KO）15敗5引分け1無判定